# 臺灣旭錦斑蛾
臺灣旭錦斑蛾（学名：Campylotes maculosa）又名胭脂紅斑蛾，是斑蛾科旭锦斑蛾属下一種，為台灣特有種，分布於海拔2000至3500公尺的山區。
其幼蟲為深橘色，從孵化到化蛹約4個月，已知以玉山杜鵑、南燭等杜鹃花科植物為食。因身處高山而少有觀測、標本紀錄。